# 제이케이파트너스
제이케이파트너스는 서울특별시 영등포구 여의도동 소재하고 있는
2014년 설립된 정책연구전문기업이다. 
현재 정책연구, 지자체전략컨설팅 외 상품중개업, 무역업을 주된 사업영역으로 삼고있다.
무역 대상국가는 베트남, 미얀마 등지로 알려져 있다.